# 穹窿下器
穹窿下器(英文：subfornical organ，简称：SFO)，是其位于大脑第三脑室顶部，脑穹窿腹侧的一块脑组织。其腹侧邻近室间孔。作为室周器之一，穹窿下器与大脑绝大部分区域不同，不具有血脑屏障。穹窿下器是大脑直接感受多種血液中的激素以及神经递质的重要区域。